# Santa Inoue
Pour les articles homonymes, voir Inoue.
Santa Inoue (井上三太, Inoue Santa) est un auteur de manga japonais. Il est né le 23 février 1968 à Paris, en France.
Il est principalement connu pour son manga Tokyo Tribe qui dépeint la vie de gangs à Tokyo et des guerres de territoire, inspiré de la culture gangsta-rap américaine.

## Biographie
Il est né à Paris le 23 février 1968 et y vit jusqu'à ses 9 ans ; son père est un peintre voyageur. Il est le cousin de Taiyō Matsumoto. Il vit a Tokyo avant de s'installer a Los Angeles en 2017.
Il décide de devenir mangaka après avoir lu le manga autobiographique Manga Michi (まんが道) des créateurs de Doraemon.
En 1993, il publie un thriller horrifique 隣人13号 (Rinjin 13-gō) qui est adapté en 2005 en film (live action) The Neighbor No. Thirteen. Il commence ensuite la saga Tokyo Tribe (トウキョウ トライブ, Tōkyō toraibu) qui le rend célèbre, notamment avec Tokyo Tribes (トウキョウ トライブ トゥー, Tōkyō toraibu tū, Tokyo Tribe 2) en 1997, adapté en anime en 2006 et en live en 2014.

## Récompenses
En 1989, il reçoit le prix du "débutant" du magazine Young Sunday (Shōgakukan) pour Murder. 

## Œuvres
- 1989 : Murder (Mada?), pré publié dans le magazine Young Sunday[10].
- 1992 : Bunpukuchagama Daimaoh (ぶんぷくちゃがま大魔王?)[11].
- 1993 :
  - Rinjin 13-go (隣人13号?) ; 3 volumes publiés chez Scholar[BU 1] ; après 1999 il est publié sur Internet[réf. nécessaire]. Adapté en 2004 en film live-action sous le titre The Neighbour No. 13.
  - Tokyo Tribe (?), pré publié dans le magazine Ollie ; 1 volume publié chez Gentōsha[BU 2].
- 1994 : Soul Train (魂列車, Tamashī ressha?)
- 1996 : Santa Inoue (井上三太, Inoue Santa?)
- 1997 : Monmon (モンモン?)
- 1998 : 
  - Born 2 Die (?) ; 1 volume publié chez Shodensha.
  - Tokyo Tribe 2 (?) ; 12 volumes publiés chez Shodensha[BU 3]. La série a été adaptée en anime (13 épisodes) en novembre 2006.
- 2001 : Santa Inoue 2 (井上三太2, Inoue Santa 2?)
- 2003 : Tokyo Graffiti (トーキョーグラフィティ, Tōkyō gurafiti?) ; 3 volumes publiés chez Shūeisha.
- 2005 : Tokyo Drive (?) ; 1 volume publié chez Kōdansha[12].
- 2008 :
  - Tokyo Burger (?) collection de petites histoires autobiographiques ; 1 volume publié.
  - Tokyo Tribe 2 Spin-off (?) ; 1 volume publié chez Shodensha.
  - Tokyo Tribe 3 (?), pré publié dans le magazine Ollie ; 5 volumes publiés chez Gentōsha[BU 4].
- 2009 : Dan Da Barbarian (ダン・ダ・バーバリアン, Dan da bābarian?) pré publie dans le magazine Comic Birz ; 2 volumes publiés chez Gentōsha[BU 5].
- 2013 : Motesuke (もて介?), pré publié dans le magazine Young Champion ; 1 volume (en cours) publié chez Akita Shoten[BU 6].
- 2016 : Tokyo Tribe Waru (?)[13], pré publié dans le magazine Bessatsu Young Champion ; 4 volumes publiés chez Akita Shoten[BU 7].

## Sources